# Live at the Arena
Live at the Arena is het tweede livealbum en het eerste gehele (uitgezonderd 1 nummer op de cd) concert op cd van René Froger.
Live at the Arena heeft zijn naam eraan te danken dat het een concert in de Amsterdam ArenA betrof. Als gasten traden op: Gerard Joling, Gordon, Dave Miler, Jerffrey Schenk, Marcel de Rooy, Eddy Walsh, Etienne, Maud, Katie Melua, Paulito, Danny Froger, Chico & the Gypsies, Clini Clowns, Het Zwanenkoor, Muziekschool Waterland, Lowland Brig PB, Mac Dowell PB & Cheerleaders Amsterdam Admirals.

## Tracklist
Cd/dvd 1
1. Run to you
2. Calling out your name
3. Why are you so beaytiful
4. Give me the night
5. medley: I'm a singer/This is the moment
6. I can't stop myself
7. Merry go round
8. Dancing in the street (Met Maud)
9. Winter in America
10. Bad case of loving you
11. You're a friend of mine (Met Danny Froger)
12. Portrait of my love
13. Nobody else (+reprise)
14. You're the voice

Cd/dvd 2
1. Crazy way about you
2. In dreams
3. Request medley
4. Medley Gerard Joling & Gordon (Met Gerard Joling & Gordon)
5. Kaylee
6. Just say hello
7. Closest thing to crazy (Katie Malua) (Alleen op de dvd)
8. In a quiet moment
9. Queen medley
10. Amor de mis amores (Met Chico & The Gypsies)
11. Alles kan een mens gelukkig maken
12. Are you ready for loving me
13. Your place or mine
14. Why goodbye
15. Reprise: Why Goodbye (Alleen op de dvd)
16. Backstage (Alleen op de dvd)